# Гомілка

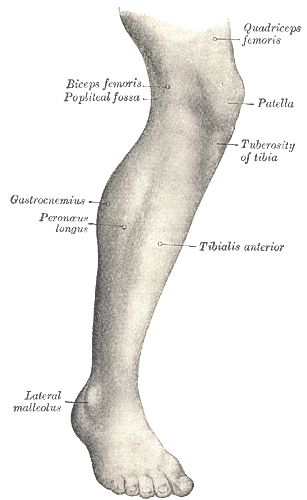

Гомі́лка — відділ кінцівки тварин і людини, середня частина ноги.

## Назва
Слово «гомілка» утворене метатезою від давнішого «голінка» (через проміжну незасвідчену форму *гонілка). Вимова могла змінитись через староукраїнське слово «гомілка» — «грудка», «брила» (від праслов. *gomola). Українське «гомілка» в значенні «частина ноги» не пов'язане з пол. gomółka («грудка», «головка сиру»).

## У чотириногих хребетних
У чотириногих хребетних (ссавців, птахів, плазунів і земноводних) гомілка — частина скелету нижньої кінцівки між коліном і гомілковостопним суглобом, яка у ссавців складається з великої і малої гомілкових кісток. Гомілковостопним суглобом з'єднується із таранною кісткою.